# Spathium
| Serie      | Stufe     | Unterstufe   | ≈ Alter (mya) |
| ---------- | --------- | ------------ | ------------- |
| höher      | höher     | höher        | jünger        |
| Untertrias | Olenekium | Spathium     | 249,2–247,2   |
| Untertrias | Olenekium | Smithium     | 251,2–249,2   |
| Untertrias | Indusium  | Dienerium    | 251,6–251,2   |
| Untertrias | Indusium  | Griesbachium | 251,9–251,6   |
| tiefer     | tiefer    | tiefer       | älter         |

Spathium (engl. Spathian) ist in der Erdgeschichte die obere Unterstufe des Olenekium, der zweiten Stufe der Untertrias. Sie folgt auf das Smithium, der unteren Unterstufe des Olenekium und wird vom Aegeum, der untersten Unterstufe des Anisium abgelöst. 

## Begriffsgeschichte
Das Spathium ist nach dem Spath Creek im nordwestlichen Teil von Ellesmere Island benannt. Dieser Bach ist wiederum nach Leonard Frank Spath benannt, einem englischen Paläontologen, der hauptsächlich über Ammoniten gearbeitet hat. Stufe und Name wurden von Edward Timothy ("Tim") Tozer 1965 vorgeschlagen.

## Definition, Korrelation, absolute Datierung und Untergliederung
Das Spathium ist durch das Auftreten der Ammoniten-Gattungen Tirolites, Columbites, Subcolumbites, Prohungarites und Keyserlingites charakterisiert. Die Untergrenze wurde von Tozer an die Basis der Subolenekites pilaticus-Zone gelegt. Allerdings scheint im Typusprofil im Übergangsbereich Griesbachium/Dienerium eine Ammonitenzone zu fehlen. Die Obergrenze des Spathium liegt nahe dem Erstauftreten der Ammoniten-Gattungen Japonites, Paradanubites und Paracrochordiceras sowie dem Erstauftreten der Conodonten-Art Chiosella timorensis.
Das Spathium wird mit dem oberen Olenekium korreliert. Dieselben Grenzen werden für die Unterstufe Russium (engl. Russian) angenommen; diese Unterstufe wurde von Zakharov (1994) vorgeschlagen, da das Spathium an der Typlokalität nicht vollständig durch Ammoniten belegt ist. Das Russium fand jedoch keine Akzeptanz.
Dieser Abschnitt der Erdgeschichte wird geochronologisch auf etwa 249,2 bis 247,2 Millionen Jahre vor heute datiert. Für die alternative Datierung der Untertrias siehe (Brack et al. 2005).
Das Spathium umfasst die folgende Ammonitenzonen:
- Prohungarites-Subcolumbites
- Procolumbites
- Columbites parisianus
- Tirolites cassianus

Obwohl es keine "offizielle", d. h. von der International Commission on Stratigraphy (ICS) anerkannte und definierte Unterstufe ist, sondern lediglich als "informelles" Zeitintervall bezeichnet wird, wird das Spathium auch in neueren Arbeiten zur Untertrias benutzt.

## Belege